# Oostrozebeke
Oostrozebeke és un municipi belga de la província de Flandes Occidental a la regió de Flandes. Està compost per les seccions d'Oostrozebeke i Ginste.

## Localització

Mapa d'Oostrozebeke

| - a. Meulebeke - b. Tielt - c. Dentergem - d. Markegem (Dentergem) - e. Sint-Baafs-Vijve (Wielsbeke) - f. Wielsbeke - g. Ooigem (Wielsbeke) - h. Hulste (Harelbeke) - i. Ingelmunster |